# Ronderosacris fortis
Ronderosacris fortis är en insektsart som beskrevs av Frédéric Carbonell och Marius Descamps 1978. Ronderosacris fortis ingår i släktet Ronderosacris och familjen gräshoppor. Inga underarter finns listade i Catalogue of Life.